# كارا يونغ
كارا يونغ (بالإنجليزية: Kara Young)‏ (ولدت في 1969) عارضة أزياء وممثلة أميركية، كعارضة الأزياء، مثلت العديد من شركات مستحضرات التجميل وظهرت ثلاث مرات على غلاف مجلة فوغ، بلاي بوي (ألمانيا) وكانت مراسلة أخبار ترفيهية لقناة أخبار فوكس، وشاركت في تأسيس شركة وصالون لمنتجات الشعر. وهي زوجة قطب الشحن بيتر جورجيوبولوس، وعضو مجلس إدارة
العمل ضد الجوع.

## النشأة
ولدت كارا في سان فرانسيسكو، كاليفورنيا، من أم أفريقية أمريكية وأب أمريكي أبيض.

## روابط خارجية
- كارا يونغ على موقع IMDb (الإنجليزية)
- كارا يونغ على موقع قاعدة بيانات الفيلم (الإنجليزية)
- كارا يونغ على إنستغرام